# Apostelbräu
L’Apostelbräu (ou Hirz Bräu) est une brasserie à Hauzenberg, en Allemagne.

## Histoire
La brasserie est fondée en 1890 par Josef Hirz à Hauzenberger Bräugasse et est depuis une entreprise familiale. Son fils Max sen. et son petit-fils Max jun. dirige l'entreprise à partir de 1931. L'arrière-petit-fils du fondateur, Max Hirz III reconstruit la brasserie à son emplacement actuel en 1965. Ce dernier et son fils Rudolf Hirz commencent à produire de la bière d'épeautre en 1989, la première du genre en Allemagne. La brasserie comprend depuis un restaurant, une distillerie et un musée.

## Production
La gamme de produits comprend les bières 1. Original Dinkel-Bier, Hauzenberger Granit Weiße, Traditionelles 5-Korn-Bier, Original Roggen-Bier, 1st Bavarian Pale Ale, Lower Bavarian Farmhouse, Bavarian Forest Spelt Ale, Granites Tub, Capt’n Spelt Chuck’s Barrel, Hopfenklang Partitur 3 et Hopfen Prof. Grünhopfen-Sud.
De plus, la brasserie produit les types certifiés biologiques Einkorn-Gourmet-Bier, Historisches Emmer Bier et Schwarzer Hafer.

## Distillerie
Apostelbräu distille son premier whisky le 16 mai 2015 avec du grain d'épeautre. Après une période de maturation de trois ans, il est désormais commercialisé en fûts de granit sous le nom de Bavarian Granit-Whisky.